# Hazenbos

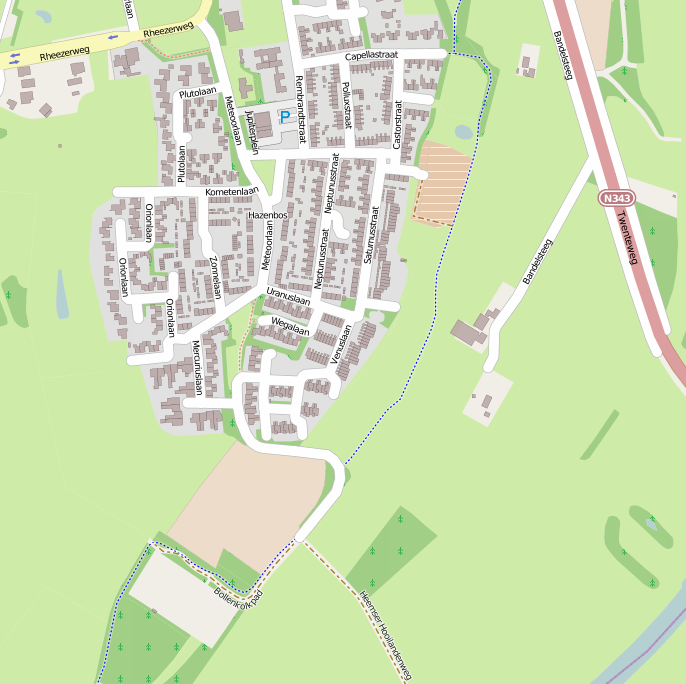
De wijk Hazenbos op Openstreetmap.org. Onderaan de kaart het bos Hazenbos waar de wijk zijn naam aan ontleend

Het Hazenbos is een woonwijk van Hardenberg en onderdeel van Heemse dat eens een zelfstandig dorp was. Deze woonwijk is in de jaren 70 gebouwd door de gemeente Hardenberg, vlak bij het Hazenbos onder de al eerder aangelegde Norden. In deze woonwijk staan een paar scholen, een supermarkt en een kapsalon. Het oosten van de wijk bestaat uit voornamelijk rijtjeshuizen. Het westelijk deel van de wijk heeft ook twee-onder-een-kapwoningen en geschakelde bungalows. Verder zijn er parken, kleine bossen, volkstuinen en akkers. De straatnamen zijn ontleend aan hemellichamen zoals planeten en sterren. Het Hazenbos grenst aan de 'Rheezermaten', een natuurgebied dat in beheer is bij Staatsbosbeheer. Voor de bouw van het Hazenbos was hier een gedeelte van de Heemser Es. Hier stonden veel boerderijen waar nog wat van over zijn, zoals het Hesselink en het Vrechiën. Langs de woonwijk lopen de Overijsselse Vecht en de N343.